# Lavardens
Lavardens är en kommun i departementet Gers i regionen Occitanien i sydvästra Frankrike. Kommunen ligger i kantonen Jegun som tillhör arrondissementet Auch. År 2022 hade Lavardens 365 invånare.

## Befolkningsutveckling
Antalet invånare i kommunen Lavardens
Referens:INSEE